# Coucou émeraude
Chrysococcyx maculatus
Espèce
Statut de conservation UICN

 LC  : Préoccupation mineure

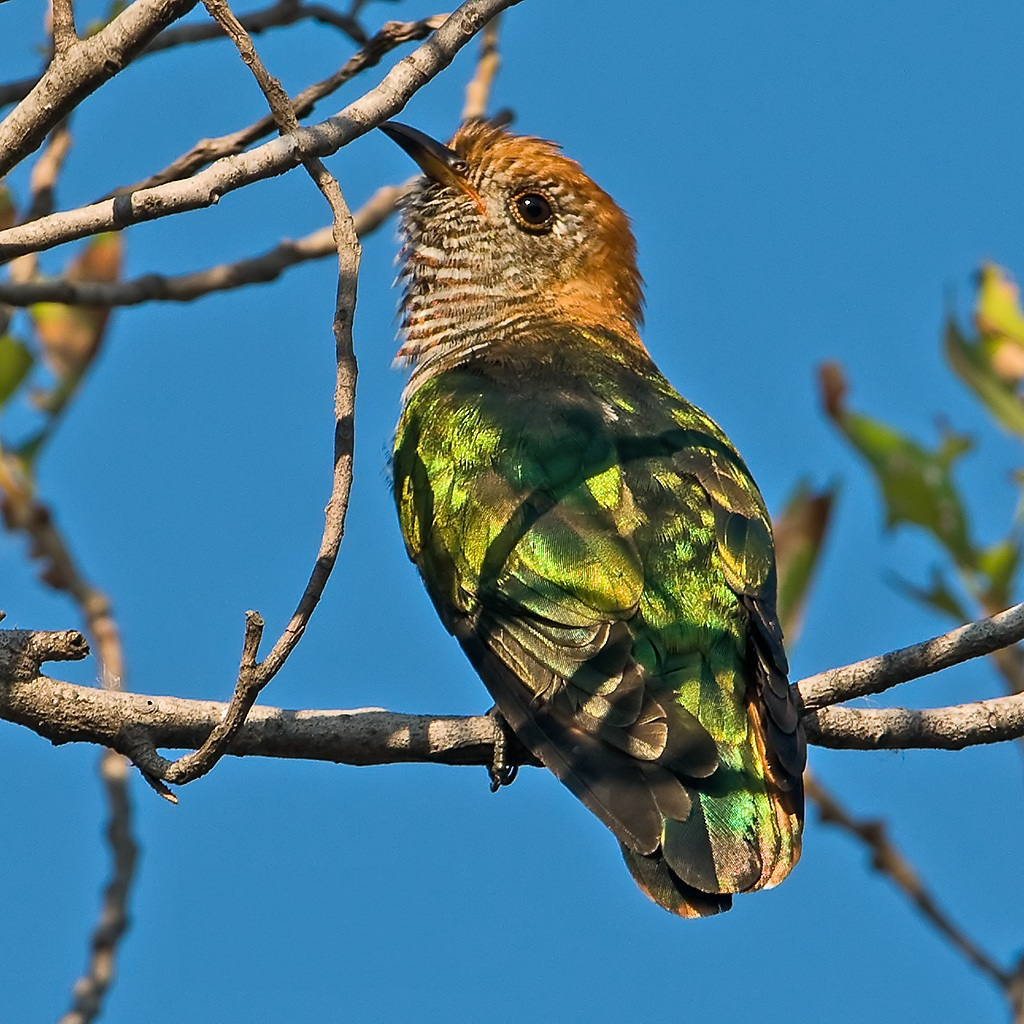
Individu femelle

Le Coucou émeraude (Chrysococcyx maculatus) est une espèce d'oiseau de la famille des Cuculidae. C'est une espèce monotypique (non subdivisée en sous-espèces).

## Répartition
Son aire de répartition s'étend sur le Sri Lanka, l’Inde, le Népal, le Bhoutan, le Bangladesh, la Birmanie, la Chine, le Viêt Nam, le Cambodge, le Laos, la Thaïlande, la Malaisie, et l’Indonésie, le Timor oriental.